# Continente sommerso
Un continente sommerso è una massa continentale di ampia estensione, ma prevalentemente sommersa.

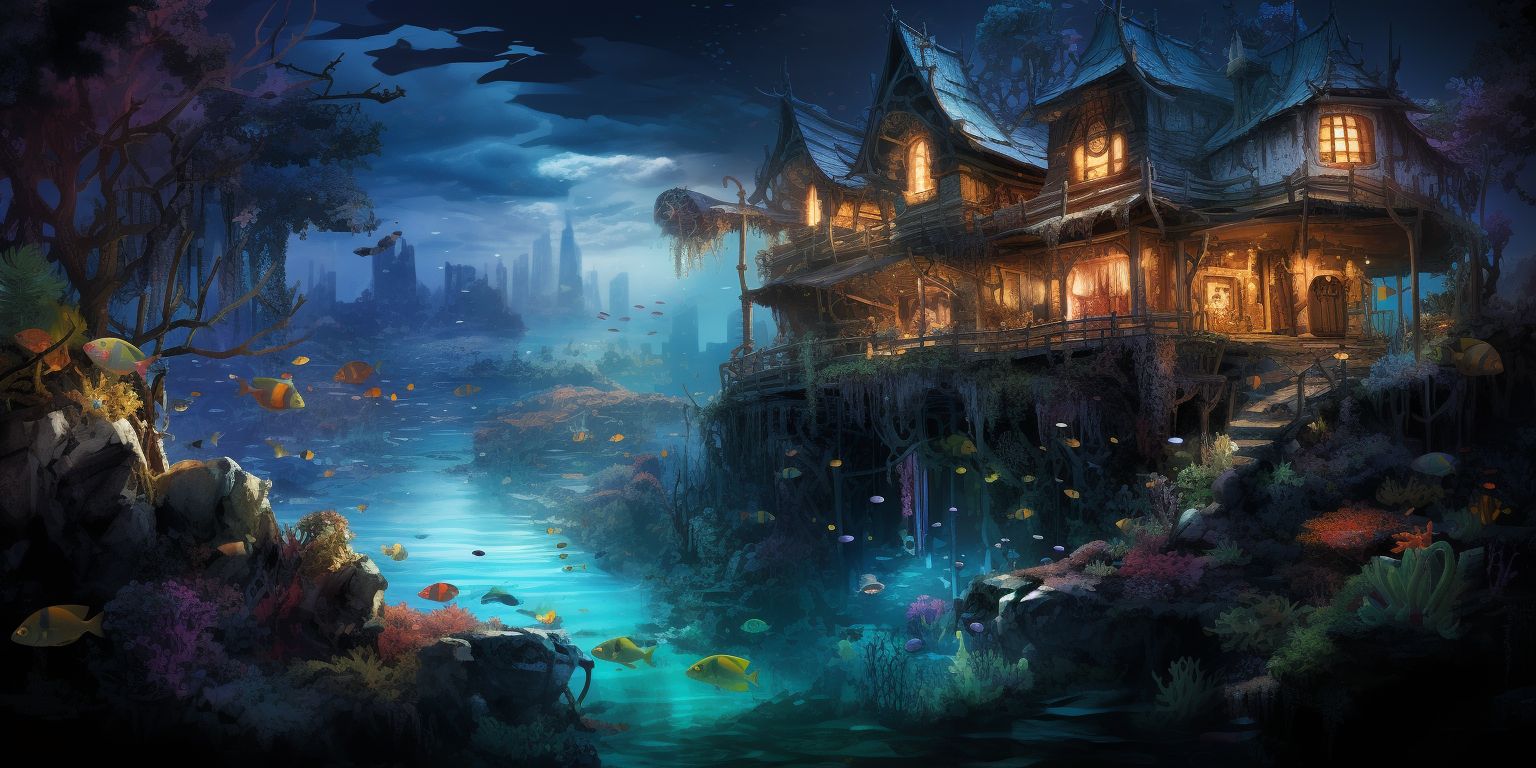
La città sommersa di Atlantide, in un dipinto rievocativo di Sergio Valle Duarte.

La terminologia è utilizzata da diversi paleontologi e geografi in riferimento ad alcune specifiche masse continentali: i tre principali esempi di questa tipologia sono il Pianoro delle Kerguelen, Zealandia e il Pianoro delle Mascarene.
Sul tema dei continenti sommersi, nella letteratura popolare vi sono state numerose speculazioni anche in relazione ai cosiddetti "continenti perduti", che sarebbero ipoteticamente presenti nell'Oceano Atlantico (Atlantide), Pacifico (Mu), Artico (Iperborea) o Indiano (Lemuria); non esistono comunque prove scientifiche a sostegno di tali ipotesi leggendarie.